# Bộ Chim điên
Bộ Chim điên (danh pháp khoa học: Suliformes, còn gọi là "Phalacrocoraciformes" như theo Christidis & Boles 2008) là một tên gọi do Đại hội Điểu học Quốc tế (IOC) đề xuất. Do chứng cứ gần đây cho thấy bộ Pelecaniformes truyền thống là đa ngành nên người ta đề xuất rằng bộ này nên được chia tách ra để phản ánh đúng các mối quan hệ tiến hóa thật sự.

## Hệ thống hóa
Trong số các họ của bộ Pelecaniformes truyền thống chỉ có Pelecanidae là còn lại. Họ chim nhiệt đới Phaethontidae được chuyển sang bộ của chính nó là Phaethontiformes. Phân tích di truyền dường như chỉ ra rằng Pelecaniformes nghĩa mới (bao gồm Pelecanidae, Balaenicipitidae và Scopidae) trên thực tế có quan hệ họ hàng gần với Ardeidae và Threskiornithidae. Còn đối với Suliformes, chúng dường như chỉ là các họ hàng xa đối với bộ Pelecaniformes theo nghĩa mới. Theo phân loại của Hackett và ctv (2008) thì Gaviiformes (chim lặn gavia), Sphenisciformes (chim cánh cụt), Procellariiformes (hải âu), Ciconiiformes (hạc), cũng như Suliformes và Pelecaniformes, tất cả dường như đều tiến hóa từ cùng một tổ tiên chung. Một siêu bộ chim lội nước cũng đã được đề xuất.

## Các họ còn sinh tồn
- Fregatidae - cốc biển
- Sulidae - chim điên
- Phalacrocoracidae - cốc
- Anhingidae - chim cổ rắn

## Phát sinh chủng loài
Biểu đồ phát sinh chủng loài vẽ theo Gibb G. C. et al. (2013)

|  | Sulidae                                                          |
|  |                                                                  |
|  | \| \| Anhingidae \| \| \| \| \| \| Phalacrocoracidae \| \| \| \| |
|  |                                                                  |
|  | Anhingidae                                                       |
|  |                                                                  |
|  | Phalacrocoracidae                                                |
|  |                                                                  |

|  | Anhingidae        |
|  |                   |
|  | Phalacrocoracidae |
|  |                   |

|  | Sulidae                                                          |
|  |                                                                  |
|  | \| \| Anhingidae \| \| \| \| \| \| Phalacrocoracidae \| \| \| \| |
|  |                                                                  |
|  | Anhingidae                                                       |
|  |                                                                  |
|  | Phalacrocoracidae                                                |
|  |                                                                  |

|  | Anhingidae        |
|  |                   |
|  | Phalacrocoracidae |
|  |                   |